# Il'ja Abramovič Frėz
Il'ja Abramovič Frėz (Roslavl', 2 settembre 1909 – Mosca, 22 giugno 1994) è stato un regista cinematografico sovietico.

## Filmografia (parziale)

### Regista
- Slon i verёvočka (1945)[1]
- Ja kupil papu (1962)
- Vasёk Trubačёv i ego tovarišči (1954)
- Otrjad Trubačёva sražaetsja (1957)
- Neobyknovennoe putešestvie Miški Strekačёva (1959)
- Ryžik (1960)
- Ja kupil papu (1962)
- Putešestvennik s bagažom (1966)
- Ja vas ljubil... (1967)
- L'avventura della valigia gialla (1970)
- Čudak iz pjatogo B (1972)
- Ėto my ne prochodili (1975)
- Chomut dlja Markiza (1977)
- Vam i ne snilos'... (1981)
- Karantin (1983)
- Ličnoe delo sud'i Ivanovoj (1985)